# کالهون، شهرستان کلمبیا، آرکانزاس
کالهون (به انگلیسی: Calhoun) یک منطقهٔ مسکونی در ایالات متحده آمریکا است که در شهرستان کلمبیا، آرکانزاس واقع شده‌است. کالهون ۱۰۷٫۹ متر بالاتر از سطح دریا واقع شده‌است.